# 切斯尼 (南卡罗来纳州)
切斯尼（英文：Chesnee），是美国南卡罗来纳州下属的一座城市。城市类型是“City”。其面积大约为1.14平方英里（2.94平方公里）。根据2010年美国人口普查，该市有人口868人，人口密度约为每平方 英里763.41人（约合每平方公里294.77人）。